# Villa Bergabo

Villa Bergabo (även Bergabo) är en villa på Södra Djurgården i Stockholm. Villan är belägen vid Sollidsbacken 8, norr om Djurgårdsvägen. 
Villa Bergabo byggdes 1906 av kammarherre O. G. von Heidenstam och hans hustru efter arkitekt Ragnar Östbergs ritningar. Byggnaden reser sig på en sockel av natursten med två våningar och ett mansardtak. Mot söder och Djurgårdsvägen dominerar dels en stor mittbyggnad med rundad altan, dels ett utanpåliggande, inglasat trapphus som följer byggnadens södra och västra fasad.  Två stora kopparklädda takkupor släpper in dagsljuset till mansardvåningen, fönstren är småspröjsade. Villans fasader är slätputsade och avfärgade i en roströd kulör. Tomten är på 700 m². Direkt i anslutning väster om huset finns en  Ferdinand Boberg-ritad villa, Villa Bergsgården, som uppfördes samtidigt som Bergabo. Det östra grannhuset är Djurgårdsskolan från 1878.